# 私は嵐
「私は嵐」（わたしはあらし）はSHOW-YA9枚目のシングル。1989年6月7日に、東芝EMI/EASTWORLDから発売された。

## 内容
アルバム『Outerlimits』の先行シングル。
前作の「限界LOVERS」と同様、冒頭から五十嵐美貴のギターから始まる、ヘヴィメタルを強調。
ミュージック・ビデオの冒頭は、タイトル通り雷まじりの嵐。
昭和シェル石油 「FORMULA Shell」CFソング。

## 収録曲
| 全作詞: 安藤芳彦、全編曲: 笹路正徳・SHOW-YA。 |                     |          |          |
| #                                             | タイトル            | 作詞     | 作曲     |
| 1.                                            | 「私は嵐」          | 安藤芳彦 | 寺田恵子 |
| 2.                                            | 「愛のFrustration」 | 安藤芳彦 | SHOW-YA  |